# 김지은 (1993년)
김지은(金智恩, 1993년 10월 9일 ~ )은 대한민국의 모델, 배우이다.

## 생애
1993년 10월 9일 인천광역시 남동구 남촌도림동에서 1남 2녀 중 막내로 출생한 그는 2014년 영화 《피끓는 청춘》을 통해 배우로 데뷔하였고 2016년 광고 대웅제약 우루사 - 간을 아는 게 힘! 편을 통해 모델로 데뷔하였다.
대표 작품으로는 2019년 OCN 드라마 《타인은 지옥이다》, 2021년 MBC 드라마 《검은 태양》, 2022년 SBS 드라마 《어게인 마이 라이프》 등이 있다.

## 학력
- 2000년 ~ 2006년 인천남부초등학교
- 2006년 ~ 2009년 남인천여자중학교
- 2009년 ~ 2012년 영화여자상업고등학교
- 2012년 ~ 2016년 청주대학교 연극학과 학사

## 출연 작품

### 드라마
- 2017년 Wavve 8부작 웹 드라마 《회사를 관두는 최고의 순간》 ... 정현 역
- 2018년 SBS 토요 드라마 《착한마녀전》 ... 왕지영 역
- 2018년 KBS2 월화 드라마 《러블리 호러블리》 ... 이수정 역
- 2018년 MBC 수목 드라마 《붉은 달 푸른 해》 ... 민주 역
- 2019년 KBS2 수목 드라마 《닥터 프리즈너》 ... 오민정 역 (특별출연)
- 2019년 Seezn 10부작 웹 드라마 《눈 떠보니 세 명의 남자 친구》 ... 라희 역
- 2019년 OCN 10부작 오리지널 드라마 《타인은 지옥이다》 ... 민지은 역
- 2021년 MBC 금토 드라마 《검은 태양》 ... 유제이 역
- 2022년 SBS 금토 드라마 《어게인 마이 라이프》 ... 김희아 역
- 2022년 SBS 금토 드라마 《천원짜리 변호사》 ... 백마리 역
- 2023년 ENA 수목 드라마 《오랫동안 당신을 기다렸습니다》 ... 고영주 역
- 2023년 TVING 드라마 《그녀는 신데렐라를 꿈꾼다》
- 2024년 U+모바일tv 드라마 《브랜딩 인 성수동》 ... 강나언 역
- 2024년 tvN 토일 드라마 《엄마친구아들》 … 정모음 역
- 2024년-2025년 채널A 토일 드라마 《체크인 한양》 … 홍덕수 / 홍재은 역

### 영화
| 연도 | 제목                      | 역할            | 감독   | 비고 |
| ---- | ------------------------- | --------------- | ------ | ---- |
| 2014 | 피끓는 청춘               | 영숙반 학생     | 이연우 |      |
| 2015 | 스크래치 러브 (독립 영화) |                 | 채진형 |      |
| 2015 | 네가 좋아 (독립 영화)     |                 |        |      |
| 2015 | 아비 (독립 영화)          |                 |        |      |
| 2015 | 강남 1970                 | 여 종업원       | 유하   |      |
| 2015 | 타투                      | 여자 친구       | 이서   |      |
| 2018 | 마약왕                    | 최진필 아내     | 우민호 |      |
| 2019 | 그대 이름은 장미          | 르느와르 손님들 | 조석현 |      |
| 2019 | 롱 리브 더 킹: 목포 영웅  | 준              | 강윤성 |      |

### 예능
| 연도 | 방송사   | 제목                  | 역할        | 기간                  | 비고    |
| ---- | -------- | --------------------- | ----------- | --------------------- | ------- |
| 2020 | JTBC     | 장르만 코미디         | 김준현 아내 | 2020.07.04~2020.07.25 |         |
| 2021 | MBC      | 심야괴담회            | 게스트      | 2021.10.14            |         |
| 2022 | SBS TV   | 런닝맨                | 게스트      | 2022.11.27            |         |
| 2023 | SBS TV   | SBS 나이트라인        | 게스트      | 2023.1.19             |         |
| 2023 | SBS      | 인기가요              | 진행        | 2023.4.9 ~ 2023.7.16  | 고정 MC |
| 2023 | SBS TV   | 손대면 핫플! 동네멋집 | 진행        | 2023.6.7 ~ 2023.7.5   | 고정 MC |
| 2023 | 넷플릭스 | 19/20                 | 진행        | 2023.7.11             | 고정 MC |
| 2023 | SBS      | 손대면 핫플! 동네멋집 | 진행        | 2023.9.6 ~2023.11.28  | 공동MC  |
| 2023 | SBS      | 미운 우리 새끼        | 스페셜 MC   | 2023.12.17            |         |
| 2023 | SBS      | SBS 연예대상          | 공동 MC     | 2023.12.30            |         |

### 뮤직비디오
| 연도 | 가수       | 노래                                 | 공동 출연 | 비고 | 출처 |
| ---- | ---------- | ------------------------------------ | --------- | ---- | ---- |
| 2016 | 코인클래식 | 무설탕 소녀                          |           |      | 보기 |
| 2016 | 백아연     | 쏘쏘                                 |           |      | 보기 |
| 2016 | 2PM        | Promise (l'll be)                    |           |      | 보기 |
| 2017 | 예성       | 겨울잠                               |           |      | 보기 |
| 2017 | FT아일랜드 | 사랑앓이 (With 김나영)               |           |      | 보기 |
| 2017 | DAY6       | 좋은 걸 뭐 어떡해                    |           |      | 보기 |
| 2017 | DAY6       | I Loved You                          |           |      | 보기 |
| 2017 | 주노플로   | 오늘도 (GHOOD MORNING) (Feat 윤미래) |           |      | 보기 |
| 2017 | DAY6       | 그렇더라고요                         |           |      | 보기 |
| 2018 | 폴킴       | 느낌                                 |           |      | 보기 |
| 2018 | 용준형     | 소나기 (Feat 10cm)                   |           |      | 보기 |
| 2021 | FT아일랜드 | 말이 안 돼 (Unthinkable)             |           |      | 보기 |

### 광고
| 연도 | 기업             | 제품                                                                         | 종류        | 공동 출연 | 출처 |
| ---- | ---------------- | ---------------------------------------------------------------------------- | ----------- | --------- | ---- |
| 2016 | 대웅제약         | 우루사 - 간을 아는 게 힘! 편                                                 | 의약품      | 윤종신    | 보기 |
| 2016 | 대웅제약         | 우루사 - 간을 아는 게 힘! 편                                                 | 의약품      | 윤종신    | 보기 |
| 2016 | 동서식품         | 맥심 모카골드 커피가 들어준 이야기 3월 - 졸업 편                             | 커피        |           | 보기 |
| 2016 | 동아제약         | 박카스 나를 아끼자 - 좋더라 편                                               | 에너지 음료 |           | 보기 |
| 2016 | 삼성전자         | 삼성 갤럭시 S7 - 열정 가득한 축제의 나라로 편                                | 스마트폰    |           | 보기 |
| 2016 | 삼성전자         | 삼성 갤럭시 S7 - 세상에서 가장 긴 밤 속으로 편                               | 스마트폰    |           | 보기 |
| 2016 | 삼성전자         | 삼성 갤럭시 S7 - 여행의 끝은 또 다른 여행의 시작 편                          | 스마트폰    |           | 보기 |
| 2016 | 삼성전자         | 삼성 갤럭시 S7 - 누구도 보지 못한 하늘 위로 편                               | 스마트폰    |           | 보기 |
| 2016 | 삼성전자         | 삼성 갤럭시 S7 - 그녀들의 여행이 완벽했던 이유는 편                          | 스마트폰    |           | 보기 |
| 2016 | 롯데제과         | 요하이 - 러블리 김유정! 촬영 중에도 요하이로 상큼하고 가볍게 유산균 먹방! 편 | 과자        | 김유정    | 보기 |
| 2017 | 스포츠토토코리아 | 스포츠토토 × 딩고 - 치킨, 그 이상의 즐거움 썸 편                             | 게임        |           | 보기 |
| 2017 | 유한킴벌리       | 좋은 느낌 - 좋은 순면 캠페인 편                                              | 생리대      |           | 보기 |
| 2017 | 지학사           | 2017 기출의 고백, 해설이 강력한 수능기출문제집                               | 교재        |           | 보기 |
| 2017 | SK텔레콤         | LIFE With NUGU Mini - 여자 편                                                | 이동 통신   |           | 보기 |
| 2017 | 맥도날드         | 애플파이 - 기분까지 달콤해지는 1000원의 단~짝! 편                            | 패스트 푸드 |           | 보기 |
| 2017 | 일룸             | 데스커 당신으로부터의 DESK - 브랜드 매니페스토 편                            | 가구        |           | 보기 |
| 2017 | 야놀자           | 야놀자 - 추억 만들러 잠깐, 여행 좀 다녀올게요! 편                            | 여행사      |           | 보기 |
| 2017 | 현대자동차       | 어드밴티지 프로그램 - 신차 교환 편                                           | 자동차      | 아이린    | 보기 |
| 2019 | 카버코리아       | AHC 에스테틱의 노하우를 당신에게, AHC 편                                     | 화장품      |           | 보기 |
| 2019 | 카버코리아       | AHC 미용법 - 기초 편                                                         | 화장품      |           | 보기 |
| 2020 | 슈퍼셀           | 브롤스타즈 - 뭘해도 재밌는 거 뻔히 아시는 분이 참~ 편                        | 게임        | 남궁민    | 보기 |
| 2020 | 슈퍼셀           | 브롤스타즈 - 이제 같이 하시죠! 편                                            | 게임        | 남궁민    | 보기 |

## 수상 및 후보
| 연도 | 시상식                      | 부문                                          | 작품                                | 결과 |
| ---- | --------------------------- | --------------------------------------------- | ----------------------------------- | ---- |
| 2020 | 제15회 서울 드라마 어워즈   | 여자 연기자상                                 | 눈 떠보니 세 명의 남자 친구         | 후보 |
| 2021 | 제16회 아시아 모델 어워즈   | 연기자부문 여자 신인상                        | 검은 태양                           | 수상 |
| 2021 | MBC 연기대상                | 여자 신인상                                   | 검은 태양                           | 수상 |
| 2022 | SBS 연기대상                | 미니시리즈 코미디/로맨스 부문 여자 우수연기상 | 천원짜리 변호사                     | 수상 |
| 2023 | 제14회 코리아 드라마 어워즈 | 여자 우수 연기상                              | 오랫동안 당신을 기다렸습니다        | 수상 |
| 2023 | SBS 연예대상                | 여자 신인상                                   | 손대면 핫플! 동네멋집, SBS 인기가요 | 수상 |